# مقاطعة غلاسكوك (جورجيا)
مقاطعة غلاسكوك (بالإنجليزية: Glascock County)‏ هي إحدى المقاطعات في ولاية جورجيا في الولايات المتحدة الأمريكية.